# 핀란드 방송 교향악단

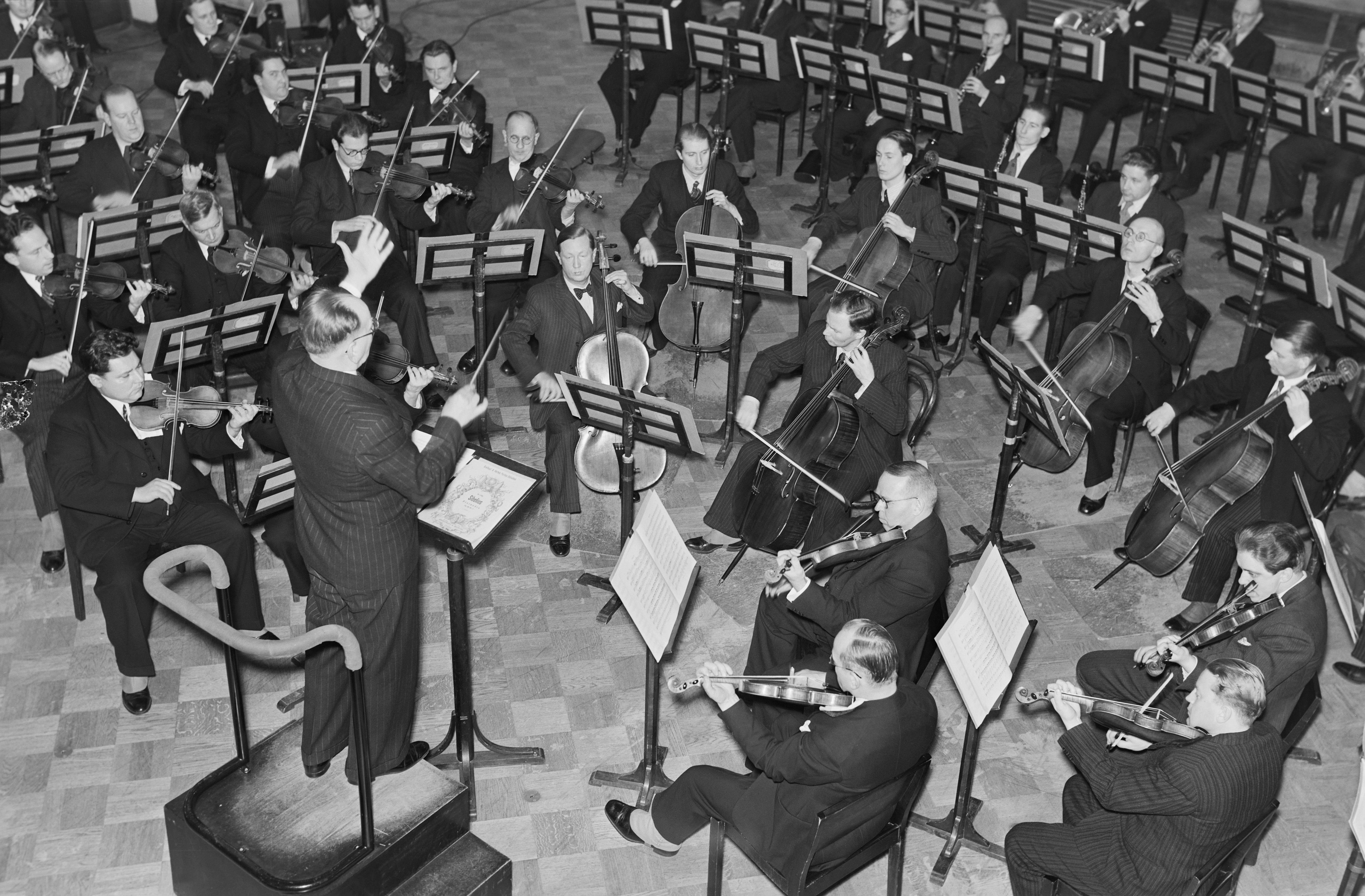
핀란드 방송 교향악단(1939년)

핀란드 방송 교향악단(핀란드어: Radion sinfoniaorkesteri, Finnish Radio Symphony Orchestra)은 헬싱키에 본거지를 둔 핀란드의 대표적인 관현악단이다. 헬싱키 방송 교향악단이라는 명칭으로도 알려져 있으나, 정식 명칭은 아니다.

## 역사
1927년 9월에 핀란드 방송 공사(YLE)의 하부 악단으로 창단되었으며, 당시 단원 수는 10여 명의 실내악단 수준이었다. 창단 후 2년 동안은 에르키 린코가 트레이닝을 맡았고, 1929년에 토이보 하파넨이 초대 상임 지휘자로 취임했다. 하파넨 외에는 린코와 악단 악장 출신인 에릭 크론발, 같은 방송국의 부속 단체인 방송 합창단 지휘자 닐스-에릭 포우그스테트 등이 객원 지휘자 자격으로 악단을 자주 지휘했다.
1950년에 하파넨이 타계한 뒤 포우그스테트가 제2대 상임 지휘자로 부임했으며, 여타 지휘자들로 게오르크 슈네보익트와 시몬 파르메트, 폴란드 출신의 게오르게 데 고진스키, 악단 바이올린 주자 출신인 파보 베르글룬트 등이 객원 지휘자 또는 부지휘자 직책으로 보조를 맞추었다. 포우그스테트가 1961년에 타계한 이듬해에는 부지휘자였던 베르글룬트가 상임 지휘자 직책을 이어받았고, 1971년에 사임할 때까지 재직하면서 영국 음반사 데카에 시벨리우스와 아울리스 살리넨, 요나스 코코넨 등 자국 작곡가의 관현악 작품 음반을 취입하는 등의 업적을 남겼다.
베르글룬트 사임 후에는 카라얀 국제 지휘자 콩쿨에서 우승해 화제가 되었던 오코 카무가 상임 지휘자 직책을 인계받았고, 카무도 도이체 그라모폰과 스웨덴 음반사 비스 등에 시벨리우스와 살리넨의 교향곡과 관현악 작품들을 녹음했다. 카무의 후임으로는 레이프 세거스탐이 1977년에 상임 지휘자로 취임했고, 세거스탐도 코코넨과 살리넨, 아이노유하니 라우타바라, 레비 마데토야, 우노 클라미와 제거스탐 자신의 자작곡 등 핀란드 현대 작곡가 작품의 공연과 녹음에 힘썼다. 1986년에는 무소르그스키의 '전람회의 그림' 을 레오 푼테크가 편곡한 판본으로 최초 녹음해 화제가 되기도 했다.
제거스탐이 1987년 사임한 뒤에는 악단 바이올리니스트 출신이자 부지휘자로 활동하던 유카-페카 사라스테가 자리를 이어받았고, 사라스테는 2001년까지 재임하면서 미국 음반사인 RCA에 악단 최초로 시벨리우스 교향곡 1-7번 전집을 녹음하고 말러, 스트라빈스키, 구바이둘리나, 드뷔시, 엘가, 닐센, 이베르 등 타국 작곡가들의 작품 연주와 녹음에도 힘써 악단 레퍼토리의 폭을 넓히는 데 크게 공헌했다. 1995년에는 상트페테르부르크에서 시벨리우스 교향곡 1-7번을 연속 연주하는 공연을 개최해 화제가 되었고, 이 실황도 자국 음반사인 핀란디아에서 CD로 출반되었다. 사라스테가 사임한 뒤, 악단에서는 재임 중의 공로를 인정해 명예 지휘자 직함을 수여했다.
2003년 8월에는 사라스테 밑에서 부지휘자로 재직하던 사카리 오라모가 상임 지휘자로 취임했고, 현재까지 재직 중이다. 오라모도 선대 지휘자들의 활동 양상을 이어받아 자국 작곡가들의 작품을 중심으로 버르토크 등의 작품을 레퍼토리에 추가시키고 있으며, 이외에도 에사페카 살로넨과 전임 지휘자들을 정기적으로 초빙해 공연과 녹음 작업을 계속 진행하고 있다.
방송국 소속 악단이라는 강점을 이용해 많은 연주회들을 실황 중계하고 있으며, 실황 음원들도 방송사 자체 제작사나 기타 음반사들을 통해 음반화하고 있다. 주요 공연장으로 핀란디아 홀을 사용하고 있으며, 이외에도 템펠리아우키오 교회 등 헬싱키 시내의 교회들에서도 매주 수요일과 금요일에 정기적으로 연주회를 개최하고 있다.

## 역대 상임 지휘자
- 토이보 하파넨 (1929-1950)
- 닐스-에릭 포우그스테트 (1950-1961)
- 파보 베르글룬트 (1962-1971)
- 오코 카무 (1971-1977)
- 레이프 세거스탐 (1977-1987. 1987-1995 수석 객원 지휘자)
- 유카-페카 사라스테 (1987-2001. 이후 명예 지휘자)
- 사카리 오라모 (2003-)
- 한누 린투 (2013년 8월 -)